# Leduc 010
Leduc 010 – francuski samolot doświadczalny zaprojektowany przez inżyniera René Leduca, będący pierwszą na świecie maszyną napędzaną silnikiem strumieniowym.

## Historia
Pracę nad samolotem napędzanym silnikiem strumieniowym Leduc rozpoczął w latach 20. XX wieku. W ich wyniku w 1936 roku podjęto decyzję o wybudowaniu samolotu z takim silnikiem. Pomocy w wybudowaniu maszyny udzieliła wytwórnia Breguet, w której Leduc pracował. Postęp prac został zatrzymany przez wybuch II wojny światowej i wkroczenie wojsk niemieckich do Francji. Plany techniczne, cała dokumentacja nowego samolotu, oznaczonego numerem 010 oraz gotowe elementy nie wpadły w ręce Niemców. Leduc wywiózł je potajemnie do Tuluzy, gdzie przeczekały wojnę. Po zakończeniu działań wojennych w 1945 roku dokończono budowę prototypu. W październiku 1947 gotowy samolot przeszedł próby w powietrzu w lotach szybowcowych. 21 kwietnia 1949 maszyna wykonała pierwszy lot z użyciem silnika. Za sterami samolotu siedział pilot doświadczalny Jean Gonord. Ponieważ silnik strumieniowy użyty do budowy 010 mógł pracować przy minimalnej prędkości 320 km/h, samolot został wyniesiony na odpowiedni pułap i rozpędzony do wymaganej prędkości, lecąc na grzbiecie maszyny SNCASE SE.161, od której po odłączeniu wykonano samodzielny płytki lot nurkowy, osiągając prędkość 680 km/h. Obydwa wybudowane prototypy uległy rozbiciu. Na bazie płatowca 010 wybudowano model 016, który na końcach skrzydeł miał zamontowane ułatwiające lądowanie oraz manewrowanie samolotem silniki odrzutowe Turbomeca Marboré I.

## Konstrukcja
Model 010 był całkowicie metalowym, wolnonośnym średniopłatem. Główną cechą Leduc 010 było to, że był to praktycznie latający silnik, któremu dodano skrzydła, usterzenie i kabinę pilota. Silnik nie był odrębną częścią maszyny, jak to zwykle bywa, ale był jego integralną częścią. Kadłub zbudowany był z dwóch ścian, zewnętrznej, usztywniającej całą konstrukcję, i wewnętrznej, tworzącej kanał wlotowy dla powietrza i komorę spalania. Na dziobie maszyny zamontowana była kapsuła, w której swoje miejsce zajmował pilot. W przypadku awarii cała kapsuła oddzielała się od reszty kadłuba i opadała na spadochronie na ziemię. W ten sposób uratowali swoje życie obydwaj piloci biorący udział w awariach dwóch wybudowanych egzemplarzy. Skrzydła o obrysie trapezowym z lekkim wzniosem, w środku wbudowane były integralne zbiorniki paliwa. Podwozie główne służące tylko do lądowania, chowane do wnęk w skrzydle, z tyłu płoza ogonowa.